# Procolpia centurio
Procolpia centurio is een rechtvleugelig insect uit de familie Romaleidae. De wetenschappelijke naam van deze soort is voor het eerst geldig gepubliceerd in 1955 door Rehn.